# Tenryū-ji
Il Tenryū-ji (天龍寺?), più formalmente conosciuto come Tenryū Shiseizen-ji (天龍資聖禅寺?), è il tempio principale del ramo Tenryū del Buddismo Zen Rinzai, ubicato a Susukinobaba-chō, Ukyō-ku, Kyoto, Giappone. Il tempio fu fondato da Ashikaga Takauji nel 1339, con lo scopo primario di venerare il Gautama Buddha, e il suo primo capo sacerdote fu Musō Soseki. La costruzione fu completata nel 1345. Essendo un tempio collegato sia alla famiglia Ashikaga sia all’imperatore Go-Daigo, è tenuto in grande considerazione, ed è classificato al primo posto tra i cosiddetti "Cinque Monti" di Kyoto. Nel 1994, fu registrato tra i patrimoni dell'umanità dell'UNESCO come parte dei monumenti storici dell'antica Kyoto.

## Storia
Nel IX secolo, durante il primo periodo Heian, l’imperatrice Tachibana no Kachiko (786-850), moglie dell’imperatore Saga, fondò il tempio Danrin-ji, primo tempio Zen del Giappone, sull'attuale sito di Tenryū-ji.
Nei successivi quattrocento anni il tempio cadde in rovina, e a metà del XIII secolo l'area venne successivamente trasformata in villa imperiale dall'imperatore Go-Saga (1220-1272) e dal figlio Kameyama (1249-1305), che vi risiedettero. Questo palazzo indipendente venne chiamato Palazzo distaccato Kameyama (亀山殿?, Kameyama-dono). "Kameyama", che letteralmente significa "tartaruga di montagna" fu scelto per la forma del monte Ogura, che si trova a est del Tenryū-ji e si dice assomigli alla forma di un guscio di tartaruga. Tutti i templi giapponesi costruiti dopo il periodo Nara hanno un sangō (山号?), un nome di montagna usato come un suffisso onorario. Il sangō del Tenryū-ji, Reigizan (霊亀山? lett. "montagna dello spirito tartaruga"), fu scelto anche per la forma del monte Ogura.
Il palazzo fu convertito in un tempio a metà del periodo Muromachi da Ashikaga Takauji, diventato shōgun nel 1338. Inizialmente alleati, Ashikaga e l'imperatore Go-Daigo divennero nemici a causa della volontà di quest'ultimo di instaurare una dittatura su modello cinese (detta restaurazione Kemmu), con l'esclusione dei samurai dall'ordine politico. Ne nacque una guerra fra le forze giapponesi fedeli all'imperatore Go-Daigo e il clan degli Ashikaga, che si concluse con la vittoria di quest'ultimo nella battaglia di Minatogawa.
Quando il suo ex amico, diventato nemico, morì nel 1339, Ashikaga fece costruire un tempio per commemorarne la memoria, affidandone la gestione all'eminente maestro Zen Musō Soseki (1275-1351).
Si dice che il tempio originalmente dovesse chiamarsi "Ryakuō Shiseizen-ji" (暦応資聖禅寺?), dal nome dell'era del regno della Corte del Nord (1338-1342), ma che a seguito di un sogno avuto dal fratello minore di Takauji, Tadayoshi, in cui egli vide un dragone dorato volare nei pressi del fiume Oi (anche conosciuto come fiume Hozu) situato a sud del tempio, il tempio venne chiamato Tenryū Shiseizen-ji ("Tenryu" significa letteralmente "drago del cielo").
Per finanziarne la costruzione vennero donati al nuovo tempio dei latifondi, ma i ricavi si rivelarono insufficienti. Per reperire altri fondi, nel 1342 vennero inviate due navi mercantili in Cina, chiamate Tenryūji-bune. I profitti derivanti da questa operazione permisero la completa edificazione del tempio, che venne consacrato nel 1345, settimo anniversario della morte dell’imperatore Daigo. Venne tenuta una cerimonia che funzionò sia come celebrazione del completamento del tempio che come commemorazione di Daigo.
Durante il 1340 il tempio entrò in un rapporto tributario con la corte imperiale della dinastia Ming. Al tempo, la politica imperiale cinese proibì il commercio al di fuori dell'ordine sinocentrico, e sia la corte imperiale giapponese che lo shogunato Ashikaga rifiutarono di sottoporsi a tale potere. Questo accordo con il Tenryū-ji permise il proseguimento del commercio tra i due paesi, in cambio del controllo della Cina sulla successione del capo sacerdote del tempio. Questo accordo diede alla setta Zen, e più specificatamente al Tenryū-ji, un vicino monopolio sugli scambi del Giappone con la Cina. In concomitanza con il tempio omonimo a Okinawa, e altri templi Zen del luogo, i sacerdoti e monaci Tenryū-ji giocarono un importante ruolo nel coordinamento degli scambi tra Cina-Okinawa-Giappone nel corso del XIX secolo.
Il tempio prosperò come il più importante tempio Rinzai a Kyoto, e la sua area crebbe fino a circa 330.000 metri quadrati, estendendosi fino all’odierna stazione Katabira-no-Tsuji della ferrovia Keifuku. 
Fin dalla sua fondazione Tenryū-ji ha subito numerosi incendi: 1356, 1367, 1373, 1380, 1445, 1468, 1815 e 1864. Tra i primi incendi, quelli del 1445 e il 1468 sono stati particolarmente gravi. Nel 1585 il tempio è stato ricostruito dallo shōgun Toyotomi Hideyoshi (1536-1598). Fu poi distrutto ancora durante la guerra Ōnin e successivamente ricostruito, e ancora colpito da un altro incendio nel 1815. Il tempio fu infine seriamente danneggiato durante l’incidente Kinmon nel 1864, e molti degli edifici come li conosciamo oggi sono ricostruzioni della seconda metà del periodo Meiji. 
Il giardino a est dell’abbazia, creato da Musō Soseki, mostra solo tracce del suo design originale.

## Configurazione
Nella parte orientale del tempio si trovano due porte: chokushimon (勅使門?) e chūmon (中門?), il cui percorso conduce a ovest. Generalmente, il complesso dei templi Zen è disegnato in modo che siano rivolti verso sud, con gli edifici principali allineati sugli assi nord-sud. La configurazione del Tenryū-ji rappresenta un'eccezione. I sub-templi fiancheggiano entrambi i lati del percorso, che porta alla sala conferenza. Ci sono numerosi edifici dietro la sala conferenza, come la grande abbazia (大方丈?, ōhōjō) e la piccola abbazia (小方丈?, kohōjō), la cucina, la sala meditazioni e la sala Taho-den (多宝殿?), tuttavia, ognuna di queste è una ricostruzione moderna.
- Chokushimon è una porta a un piano costruita in stile yotsuashimon. È la struttura più antica del tempio ed è rappresentativa dello stile del periodo Momoyama.
- La sala dell’insegnamento si trova al centro del complesso del tempio, il che è inusuale per un tempio Zen. La versione esistente è una ricostruzione del 1900. Contiene un’immagine del Buddha Gautama affiancato da due guardiani. Il dipinto decorativo sul soffitto di un dragone chiamato Unryū-zu (雲龍図? lett. "immagine del dragone di nuvola") è opera di Kayama Matazo e risale al 1997. In precedenza c'era un analogo dipinto di Suzuki Shōnen, che però è stato rimosso perché eccessivamente danneggiato.
- L'Ōhōjō fu ricostruito nel 1899.
- Il Kohōjō fu costruito nel 1924.
- Il Taho-den fu costruito nel 1934. Sebbene sia un edificio moderno, è stato costruito nello stile del periodo Kamakura. Contiene un’immagine di legno dell'imperatore Go-Daigo.
- Kuri

Anche le tombe dell’imperatore Go Saga e dell’imperatore Kameyama si trovano all’interno del complesso.

## Beni culturali
Il giardino, creato da Musō Soseki, dispone di un viale circolare attorno al laghetto Sōgen (曹源池?, Sōgenchi) ed è designato come uno dei luoghi di grande bellezza naturalistica del Giappone.
Tra i beni culturali importanti del Tenryū-ji vi sono:
- Tre ritratti di Musō Soseki, e dipinti di Avalokiteśvara e Seiryo Hogen Zenji/Yunmen Daishi
- L'intaglio in legno del Buddha Gautama
- Illustrazioni e scritti nell’archivio documenti, come Shanaingoryō-ezu (遮那院御領絵図?), Ōkoshokyōkanji-no-ezu (往古諸郷館地之絵図?), Ōeikinmyō-ezu (応永鈞命絵図?), Tōryōeiyo-bakuseki (東陵永與墨蹟?), e scritti di Kitabatake Chikafusa.